# Barrett Deems
Barrett Deems, né le 1er mars 1914 à Springfield, Illinois, et mort le 15 septembre 1998 à Chicago, Illinois, est un batteur américain. 

## Biographie
Il étudie la batterie jeune, dès ses 10 ans. En 1929, il intègre l'orchestre de Paul Ash (en). En 1930, il constitue son propre groupe. De 1937 à 1944, il travaille avec le violoniste de jazz Joe Venuti. De 1945 à 1954, il intègre différents groupes de jazz avant de devenir membre du All Stars de Louis Armstrong de1954 à 1958. Il enchaîne ensuite les groupes jusque dans les années 1980. 
On peut le voir dans les films High society (1956) et Satchmo The Great (en) (1956).